# Vergonha
La vergonha (okcitanski izgovor: [berˈɣuɲɔ, veʀˈguɲɔ],, što znači "sramota") okcitanski naziv za političke učinke različitih politika Vlada Francuske prema svojim građanima čiji je materinji jezik bio t.zv. patois (žargon), posebno langue d'oc. Cilj Vergonhe bio je odbijanje i posramljivanje onih stanovnika Francuske kojima francuski jezik nije bio materinji a da bi se oni odrekli tog jezika i prešli na francuski. To se činilo kroz službena isključivanja, ponižavanja u školi i odbacivanja iz medija kao i kažnjavanje od strane francuskih političkih lidera od razdoblja Henria Gregoira nadalje. Vergonha, koja je još uvijek tabu tema u Francuskojgdje neki i dalje odbijaju priznati da je takva diskriminacija ikada postojala, može se promatrati kao rezultat pokušaja lingvocida.
Izvorni govornici okcitanskog jezika su 1860. godine, prije nego što je proglašeno obvezno školovanje na francuskom (1882.), predstavljali su više od 39% cijele francuske populacije, za razliku od 52% koji su govorili francuski,. 1920. udio im se smanjio na 26-36%. Udio im je postupno opao na manje od 7% godine 1993.